# 포스트 오피스 프로토콜
포스트 오피스 프로토콜(Post Office Protocol, POP)은 응용 계층 인터넷 프로토콜 중 하나로, 원격 서버로부터 TCP/IP 연결을 통해 이메일을 가져오는데 사용된다. 여러 버전의 POP 프로토콜이 개발되었지만 일반적으로 POP를 지칭하는 경우 보통 POP3을 가리킨다. 윈도우 라이브 핫메일, Gmail, 및 Yahoo! 메일과 같은 대부분의 웹 메일에서 지원한다. POP3가 마지막 표준이다.
대부분의 이메일 프로그램이 서버에 이메일을 남겨두는 기능을 제공하지만, POP는 원격 서버에 접속해서 이메일을 가져온 후 서버에서 이메일을 삭제한다. 반면 IMAP와 같은 다른 프로토콜은 이메일을 남겨두는 등 좀 더 복잡하고 많은 기능을 제공한다.

## 역사
POP1은 RFC 918 (1984)에, POP2는 RFC 937 (1985)에 정의되어 있다. POP3는 원래 RFC 1081 (1988)에 정의되었다가 현재는 확장 기능을 보강한 RFC 1939에 정의되어 있다.

## 같이 보기
- 인터넷 메시지 접속 프로토콜 (IMAP)
- 간이 우편 전송 프로토콜 (SMTP)
- 이메일 클라이언트
- 웹 메일